# Ayuntamiento de Pamplona
El Ayuntamiento de Pamplona (en euskera: Iruñeko Udala) es la institución que se encarga de gobernar la ciudad de Pamplona, capital de Navarra, España.
La sede está emplazada en la plaza Consistorial, en el Casco Antiguo, que es el lugar desde el que se lanza el chupinazo que da comienzo a las Fiestas de San Fermín cada 6 de julio a las 12:00 horas.
Está presidido por el alcalde de Pamplona, que desde 1979 es elegido democráticamente por sufragio universal.

## Edificio

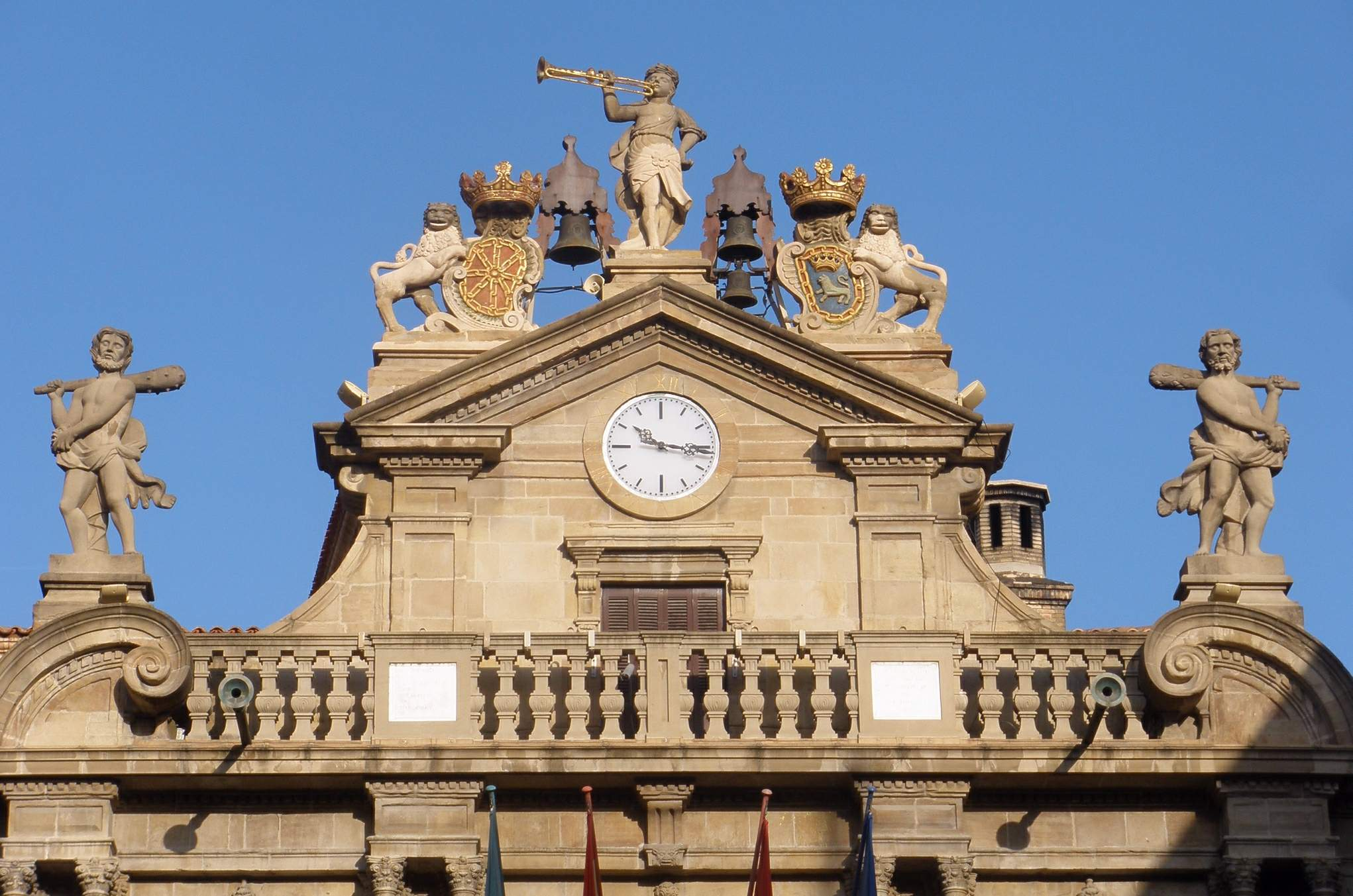
Reloj del Ayuntamiento

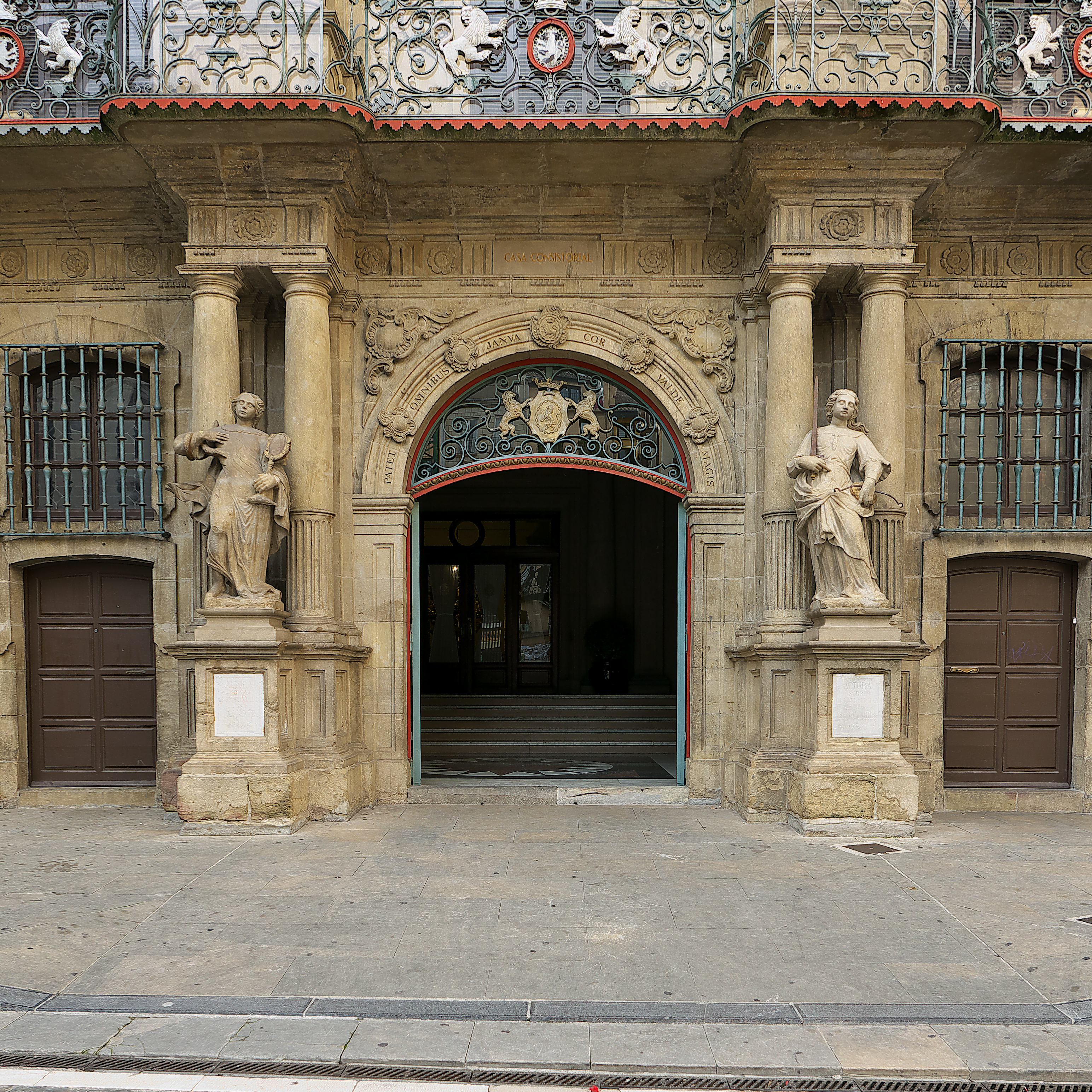
Portada de la casa consistorial

La ubicación del edificio se dispuso en 1423 por disposición del Privilegio de la Unión de la unificación y pacificación de Pamplona por Carlos III de Navarra. Estaba localizado en un lugar sin edificar y equidistante de los distintos burgos de Pamplona.
En esta misma ubicación se han sucedido varios edificios. Así en 1753 se derribó el primitivo y comenzó a construirse uno nuevo por el arquitecto Juan Miguel Goyeneta y fachada de estilo rococó de José Zay y Lorda realizada en 1755, pero que en la parte alta fue modificada un año después por Juan Lorenzo Catalán. Esta fachada es lo único que queda del edificio de entonces. Sin embargo tiene un gusto barroco en algunos detalles como son el balconaje de hierro y las esculturas alusivas de la Prudencia, la Justicia, Hércules y la Fama.
El interior del edificio se derribó completamente, desapareciendo una espléndida escalera barroca de José Mazal, y reconstruido en 1951 bajo dirección del arquitecto José Yárnoz Orcoyen.

## Gobierno municipal

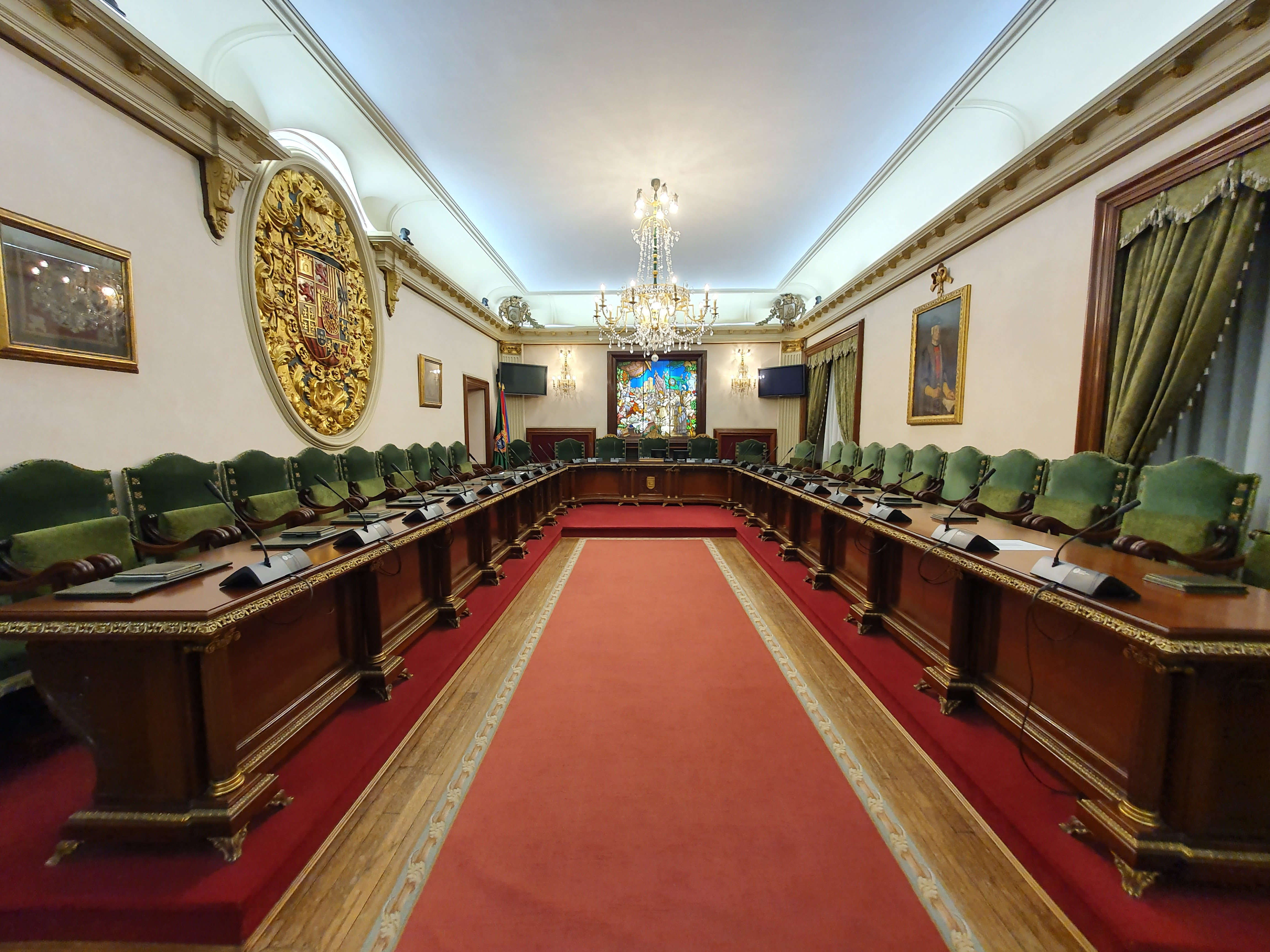
Salon de plenos

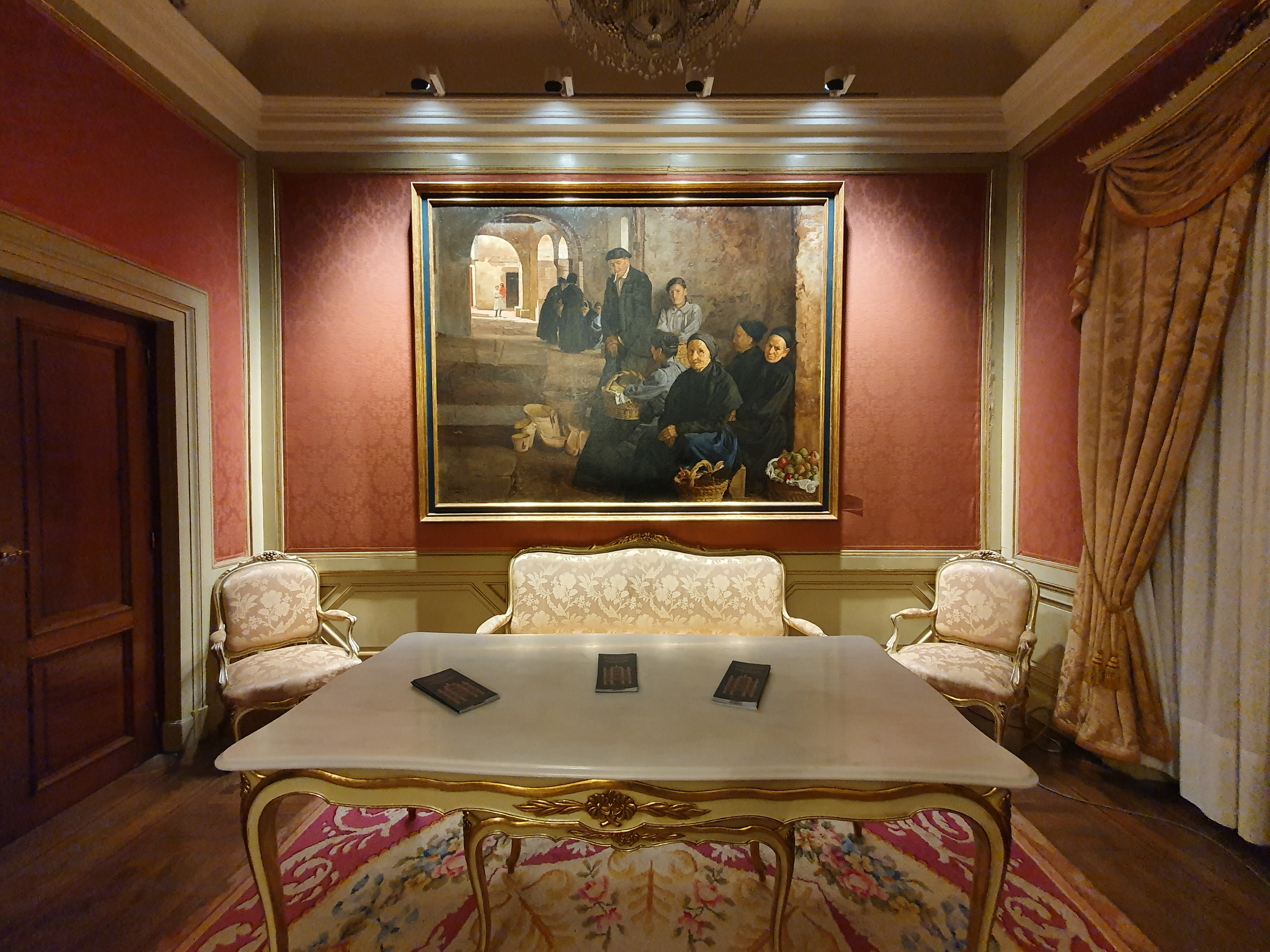
Interior

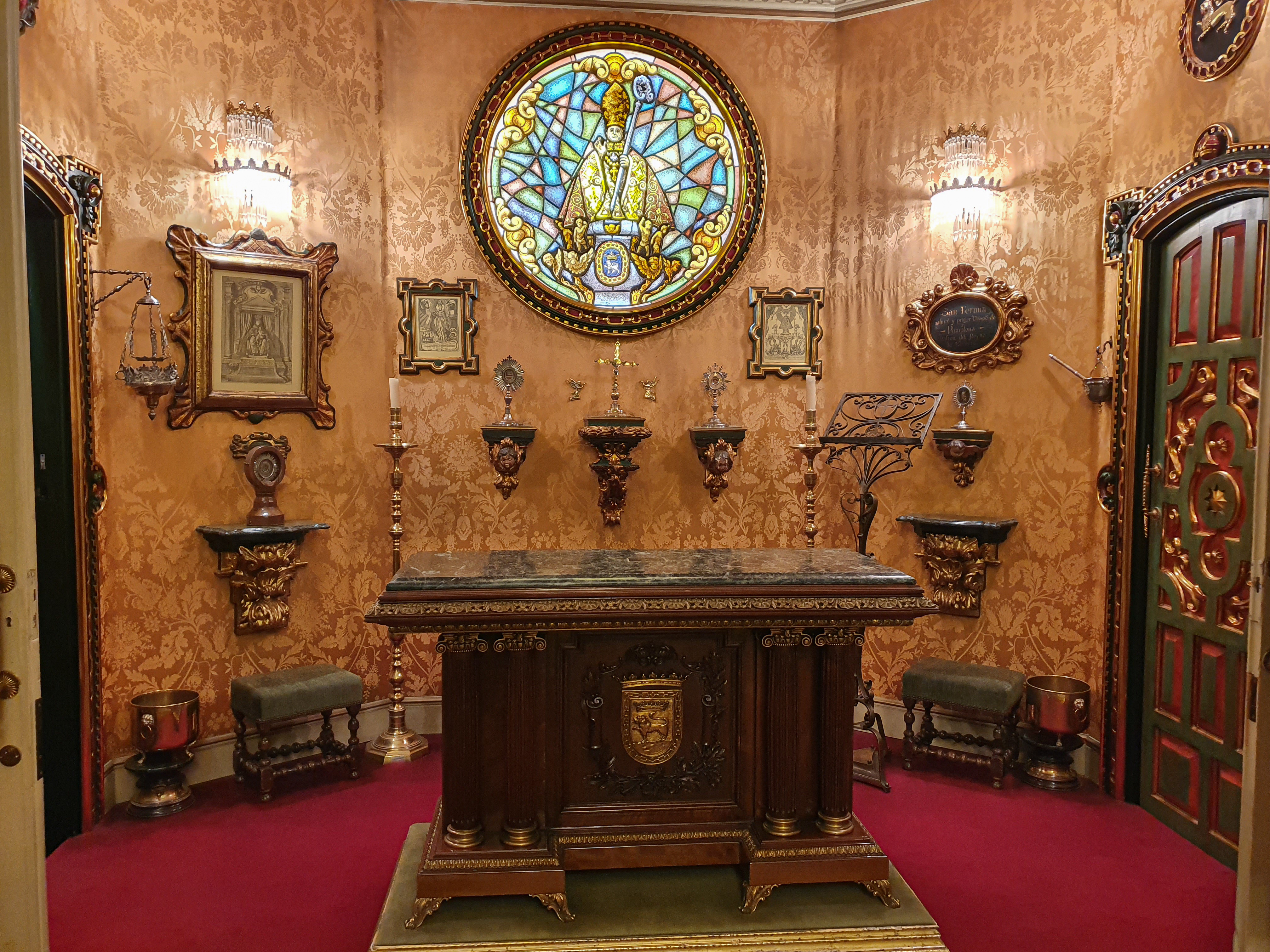
Interior

### Presupuestos
Para asegurar su funcionamiento el Ayuntamiento de Pamplona tiene aprobado el siguiente presupuesto:

El Presupuesto consolidado de gastos del Ayuntamiento de Pamplona para el ejercicio 2009, compuesto por el presupuesto del propio Ayuntamiento, el de los Organismos Autónomos (Gerencia de Urbanismo y Escuelas Infantiles) y por las previsiones de las empresas públicas participadas íntegramente por el Ayuntamiento (Pamplona Centro Histórico, SA, Comiruña, SA y ASIMEC, SA), asciende a un total de 299.114.355 euros, después de realizar los ajustes por operaciones internas entre las entidades indicadas.

### Pleno municipal
El pleno municipal es el «órgano de máxima representación política de la ciudadanía en el gobierno municipal, apareciendo configurado como órgano de debate y de adopción de las grandes decisiones estratégicas a través de la aprobación de los reglamentos de naturaleza orgánica y otras normas generales, de los presupuestos municipales, de los planes de ordenación urbanística, de las formas de gestión de los servicios, etc, y de control y fiscalización de los órganos de gobierno». Las atribuciones de las diferentes Áreas de Gobierno están aprobadas por el pleno municipal. Es convocado y presidido por el alcalde, y está integrado por los 27 concejales del Ayuntamiento. Las sesiones ordinarias se celebran el primer jueves de cada mes en el Salón de Plenos de la Casa Consistorial.

### Áreas municipales
La gestión ejecutiva municipal está organizada por trece áreas de gobierno al frente de las cuales hay un concejal del equipo de gobierno. Cada área de gobierno tiene varias delegaciones en función de las competencias que se le asignan y que son variables de unos gobiernos municipales a otros.
- Bienestar Social y Deporte: Prestar los servicios sociales municipales a ciudadanos con necesidades específicas. Promover programas de apoyos al deporte y mantenimiento de sus instalaciones.[6]
- Comercio y Turismo: Promocionar la actividad comercial y promocionar el turismo e imagen de la ciudad en el ámbito nacional e internacional.[7]
- Conservación Urbana: Tiene la misión de conservar y mantener el buen estado de la vía pública , incluyendo  (zonas verdes, pavimentos, accesibilidad, aparcamientos, solares, mobiliario urbano, alumbrado, limpieza, edificios municipales).[8]
- Cultura: Tiene la misión de impulsar y coordinar actividades culturales que sean gestionadas por el Ayuntamiento. En coordinación con otras áreas municipales, diseña, ejecuta y evalúa el programa de fiestas de San Fermín[9]
- Desarrollo Sostenible:Tiene la misión de velar para que las condiciones higiénico-sanitarias y medioambientales de la ciudad, sean lo mejor posible,  mediante acciones de sensibilización, preventivas y correctivas.[10]
- Educación y Juventud: Tiene la misión de favorecer el desarrollo integral de las personas,  y apoyar los programas e iniciativas ciudadanas en los ámbitos de la educación y la juventud.[11]
- Hacienda Local: Tiene como finalidad, gestionar la recaudación de los impuestos municipales, realizar proyectos y estudios presupuestarios y gestionar la tesorería del Ayuntamiento a través de la Intervención.[12]
- Movilidad: Tiene la misión de ordenar y regular el uso del espacio público para garantizar la movilidad tanto de vehículos como de peatones,  señalización de tráfico, estacionamiento y transporte de viajeros y mercancías y gestionar la regulación semafórica en el ámbito municipal.[13]
- Participación Ciudadana y Nuevas Tecnologías: Tiene la misión de fomentar la participación ciudadana; la atención e información al ciudadano en todas sus facetas, la gestión de subvenciones a entidades ciudadanas;  el área también se encarga de la promoción del uso de las nuevas tecnologías y modernización de los diferentes servicios municipales.[14]
- Presidencia: Gestiona los recursos humanos del Ayuntamiento. Padrón. Archivo Municipal. Matrimonios Civiles. Los procesos electorales.[15]
- Proyectos Estratégicos: Tiene la misión de ejecutar de las obras promovidas por las diferentes áreas municipales Realización de estudios y redacción de proyectos estratégicos y convencionales.[16]
- Seguridad Ciudadana: Tiene la misión de proteger el ejercicio de derechos y libertades y garantizar la seguridad ciudadana, d el mismo modo, previene y minimiza las consecuencias de las posibles situaciones de emergencia. Policía Municipal y protección civil.[17]
- Urbanismo y Vivienda: Planifica y gestiona la ordenación urbana de la ciudad, gestiona la política municipal de vivienda, tramita todo tipo de licencias, y controla la legalidad urbanística.[18]

### Comisiones
- Comisión de Servicios Ciudadanos
- Comisión de Urbanismo
- Comisión de Presidencia y Cuentas

### Organismos autónomos
- Orlanismo Autónomo de Escuelas Infantiles Municipales
- Gerencia de Urbanismo

## Alcaldes
| Periodo   | Nombre                                                  | Partido                                                       |
| --------- | ------------------------------------------------------- | ------------------------------------------------------------- |
| 1979-1983 | Julián Balduz Calvo                                     | Partido Socialista de Navarra (PSN-PSOE)                      |
| 1983-1987 | Julián Balduz Calvo                                     | Partido Socialista de Navarra (PSN-PSOE)                      |
| 1987-1991 | Javier Chourraut Burguete                               | Unión del Pueblo Navarro (UPN)                                |
| 1991-1995 | Alfredo Jaime Irujo                                     | Unión del Pueblo Navarro (UPN)                                |
| 1995-1999 | Javier Chourraut Burguete                               | Convergencia de Demócratas de Navarra (CDN)                   |
| 1999-2003 | Yolanda Barcina Angulo                                  | Unión del Pueblo Navarro (UPN)                                |
| 2003-2007 | Yolanda Barcina Angulo                                  | Unión del Pueblo Navarro (UPN)                                |
| 2007-2011 | Yolanda Barcina Angulo                                  | Unión del Pueblo Navarro (UPN)                                |
| 2011-2015 | Enrique Maya Miranda                                    | Unión del Pueblo Navarro (UPN)                                |
| 2015-2019 | Joseba Asiron Sáez                                      | Euskal Herria Bildu (EH Bildu)                                |
| 2019-2023 | Enrique Maya Miranda                                    | Navarra Suma (NA+)                                            |
| 2023-act. | Cristina Ibarrola (2023) Joseba Asiron Sáez (2023-act.) | Unión del Pueblo Navarro (UPN) Euskal Herria Bildu (EH Bildu) |

## Corporaciones municipales desde la legislatura 1979-1983
El 3 de abril de 1979 se celebraron las primeras elecciones municipales de la democracia. Desde entonces, el Ayuntamiento de Pamplona ha tenido diez corporaciones, de otras tantas legislaturas, y seis personas que han ostentado la alcaldía de la capital navarra, una en tres ocasiones, dos por partida doble y tres en una ocasión.
300 personas han ostentado el cargo de concejal desde la primera legislatura, 204 hombres y 96 mujeres. La diferencia entre hombres y mujeres en los primeros años era muy grande, igualándose poco a poco desde la legislatura 2007-2011 (aún y todo, sigue siendo mayor el número de hombres que de mujeres en la corporación municipal). El grupo municipal de mayor tamaño compuesto exclusivamente por hombres, seis, fue el de Herri Batasuna de la legislatura 1987-1991 y el mayor compuesto por mujeres, dos, el de Izquierda Unida de la legislatura 1999-2003. En estas diez legislaturas dos personas fueron elegidas, pero no llegaron ni siquiera a tomar posesión del cargo.
Las personas que más legislaturas ha estado como concejales (5) han sido Ignacio Polo Guilabert (UPN), aunque la última (2011-2015) no llegó a terminarla, al presentar su dimisión tras ser denunciado por conducir ebrio, cuando ostentaba el cargo de concejal delegado de Seguridad Ciudadana y Mª Teresa Moreno Purroy (UPN), quien no terminó la legislatura (2007-2011) al morir en accidente de tráfico.
La persona que más legislaturas ha ostentado la alcaldía ha sido Yolanda Barcina Angulo, en las legislaturas 1999-2003, 2003-2007, 2007-2011. Julián Balduz Calvo y Yolanda Barcina Angulo no fueron concejales tras ostentar la alcaldía, el primero para pasar a ser consejero del Gobierno de Navarra y la segunda para pasar a ser presidenta. Quien fuera alcalde de Pamplona entre febrero y octubre de 1976, Javier Erice Cano, fue concejal por Izquierda Unida en el primer año de la legislatura 1991-1995. 
En todas las legislaturas salvo en una (2007-2011) ha habido sustituciones entre los miembros de la corporación.

## Resultados electorales
| Partido político                                            | 2023                    | 2023                    | 2023                    | 2019                  | 2019                  | 2019                  | 2015   | 2015  | 2015       | 2011   | 2011  | 2011       | 2007   | 2007  | 2007       |
| Partido político                                            | Votos                   | %                       | Concejales              | Votos                 | %                     | Concejales            | Votos  | %     | Concejales | Votos  | %     | Concejales | Votos  | %     | Concejales |
| Unión del Pueblo Navarro (UPN)                              | 30 691                  | 30,30                   | 9                       | En Navarra Suma (NA+) | En Navarra Suma (NA+) | En Navarra Suma (NA+) | 31 657 | 30,99 | 10         | 34 426 | 35,80 | 11         | 46 640 | 42,86 | 13         |
| Euskal Herria Bildu (EH Bildu)-Bildu                        | 27 752                  | 27,40                   | 8                       | 26 691                | 24,81                 | 7                     | 16 974 | 16,62 | 5          | —      | —     | —          | —      | —     | —          |
| Partido Socialista de Navarra (PSN-PSOE)                    | 15 850                  | 15,64                   | 5                       | 17 417                | 16,19                 | 5                     | 10 260 | 10,04 | 3          | 11 269 | 11,72 | 3          | 16 578 | 15,23 | 4          |
| Partido Popular (PP)                                        | 8526                    | 8,41                    | 2                       | En Navarra Suma (NA+) | En Navarra Suma (NA+) | En Navarra Suma (NA+) | 3831   | 3,75  | 0          | 6466   | 6,72  | 2          | —      | —     | —          |
| Geroa Bai (GBai)-Nafarroa Bai (NaBai)                       | 7652                    | 7,55                    | 2                       | 8406                  | 7,82                  | 2                     | 16 073 | 15,74 | 5          | 21 715 | 22,58 | 7          | 28 581 | 26,26 | 8          |
| Contigo Navarra-Zurekin Nafarroa (CN-ZN)-Podemos            | 5228                    | 5,16                    | 1                       | 4113                  | 3,82                  | 0                     | —      | —     | —          | —      | —     | —          | —      | —     | —          |
| Vox                                                         | 2938                    | 2,90                    | 0                       | 1176                  | 1,09                  | 0                     | —      | —     | —          | —      | —     | —          | —      | —     | —          |
| Ciudadanos (CS)                                             | 431                     | 0,42                    | 0                       | En Navarra Suma (NA+) | En Navarra Suma (NA+) | En Navarra Suma (NA+) | 3631   | 3,55  | 0          | —      | —     | —          | —      | —     | —          |
| Izquierda-Ezkerra (I-E)                                     | Contigo Navarra (CN-ZN) | Contigo Navarra (CN-ZN) | Contigo Navarra (CN-ZN) | 3657                  | 3,40                  | 0                     | 5823   | 5,70  | 1          | 5107   | 5,31  | 1          | 4504   | 4,14  | 0          |
| Navarra Suma (NA+)                                          | —                       | —                       | —                       | 43 643                | 40,58                 | 13                    | —      | —     | —          | —      | —     | —          | —      | —     | —          |
| Aranzadi Iruñea Denon Artean-Pamplona En Común-Ganemos      | —                       | —                       | —                       | 258                   | 0,24                  | 0                     | 9701   | 9,50  | 3          | —      | —     | —          | —      | —     | —          |
| Eusko Alkartasuna (EA)-Alternatiba                          | —                       | —                       | —                       | —                     | —                     | —                     | —      | —     | —          | 10 463 | 10,88 | 3          | —      | —     | —          |
| Eusko Abertzale Ekintza-Acción Nacionalista Vasca (EAE-ANV) | —                       | —                       | —                       | —                     | —                     | —                     | —      | —     | —          | —      | —     | —          | 7187   | 6,6   | 2          |

## Evolución de la deuda viva municipal
El concepto de deuda viva contempla sólo las deudas con cajas y bancos relativas a créditos financieros, valores de renta fija y préstamos o créditos transferidos a terceros, excluyéndose, por tanto, la deuda comercial.
| Gráfica de evolución de la deuda viva del Ayuntamiento entre 2008 y 2023                           |
| |
| Deuda viva del Ayuntamiento de Pamplona, en miles de euros, según datos del Ministerio de Hacienda |